# Sylvester Stallone-filmográfia

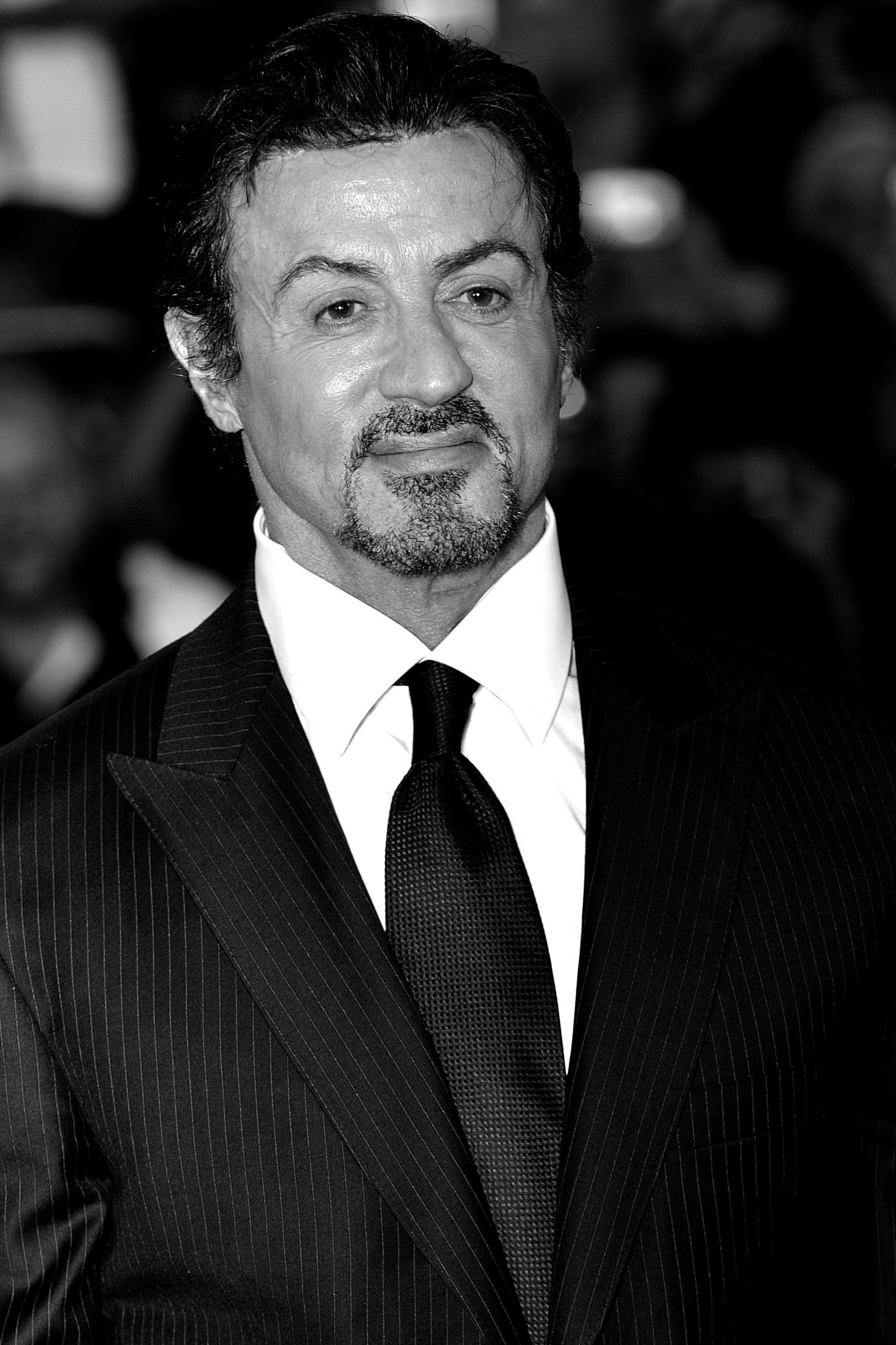
Sylvester Stallone 2009-ben

Sylvester Stallone olasz származású amerikai színész, filmrendező, forgatókönyvíró és filmproducer. Filmes pályafutásának kezdetén túlnyomórészt statisztaszerepben jelent meg a mozivásznon, illetve egy-egy epizód erejéig televíziós sorozatokban szerepelt, nevét gyakran a szereplők listáján sem tüntették fel. Hollywoodi karrierje az 1976-os Rocky című filmmel indult be (melyet forgatókönyvíróként is jegyez), azóta a színész több mint harminc, többségében akciófilmben szerepelt, de a filmvígjátékok és drámák világába is kitérőket tett. Rendezőként 1978-ban az Édenkert a sikátorban című filmmel debütált, rendezései között található még az Életben maradni, négy Rocky-film, a 2008-as John Rambo és The Expendables – A feláldozhatók című akciófilm. Forgatókönyvíróként részt vett a Rocky összes részének, a Rambo-szériának és még tucatnyi egyéb filmnek az elkészítésében. Színészként leggyakoribb magyar szinkronhangja Gáti Oszkár, illetve Gesztesi Károly.
Stallone több filmes franchise-ben is főszerepet játszik; a Rocky-filmekben a nehézsúlyú bokszolót, Rocky Balboát alakítja, a Rambo-tetralógiában a vietnámi veterán John J. Rambo szerepében tűnik fel, A feláldozhatók-ban pedig a zsoldos Barney Rosst formálja meg. Ismertebb karakterei közé tartozik még Raymond Tango (Tango és Cash), John Spartan (A pusztító) vagy Marion „Kobra” Cobretti (Kobra). A 2010-es években bemutatott filmjei közé tartozik a The Expendables – A feláldozhatók (2010), melyet rendezőként és forgatókönyvíróként is jegyez, a film második része, mely 2012-ben jelent meg, valamint a szintén 2012-es Fejlövés vagy a 2013-as Szupercella. 2015-ben a Creed: Apollo fia című filmben formálta meg ismét Rocky Balboát.
A színész legnagyobb kritikai sikerét kétségtelenül a Rockyval érte el, 1977-ben színészként és forgatókönyvíróként két Oscar és két Golden Globe-jelölést kapott, 1978-ban pedig BAFTA-díjra jelölték, szintén két kategóriában. A Creed: Apollo fia című filmben nyújtott alakítása színészként elhozta számára második Oscar-jelölését, továbbá legjobb mellékszereplőként Golden Globe-díjat is nyert. Stallone azonban számos Arany Málna-jelölést és díjat is szerzett, a díj történetében a férfi színészek közül neki ítélték oda a legtöbb Arany Málnát.
A Box Office Mojo elnevezésű, a filmek jegyeladási statisztikáival foglalkozó weboldal szerint Stallone filmes szerepléseivel eddig összesen több mint 2 milliárd dolláros bevételt termelt az Amerikai Egyesült Államokban, ez filmenként átlagosan körülbelül 50 millió dollárt jelent.

## Filmográfia

### Film

#### Rendező, író és producer
‡ – Nem szerepel a filmben
| Év   | Magyar cím                           | Eredeti cím                   | Feladatkör | Feladatkör | Feladatkör |
| Év   | Magyar cím                           | Eredeti cím                   | Rendező    | Író        | Producer   |
| ---- | ------------------------------------ | ----------------------------- | ---------- | ---------- | ---------- |
| 1976 | Rocky                                | Rocky                         | Nem        | Igen       | Nem        |
| 1978 | Ö.K.Ö.L.                             | F.I.S.T.                      | Nem        | Igen       | Nem        |
| 1978 | Édenkert a sikátorban                | Paradise Alley                | Igen       | Igen       | Nem        |
| 1979 | Rocky II.                            | Rocky II                      | Igen       | Igen       | Nem        |
| 1982 | Rocky III.                           | Rocky III                     | Igen       | Igen       | Nem        |
| 1982 | Rambo – Első vér                     | First Blood                   | Nem        | Igen       | Nem        |
| 1983 | Életben maradni                      | Staying Alive                 | Igen       | Igen       | Igen       |
| 1984 | Énekes izompacsirta                  | Rhinestone                    | Nem        | Igen       | Nem        |
| 1985 | Rambo II.                            | Rambo: First Blood Part II    | Nem        | Igen       | Nem        |
| 1985 | Rocky IV.                            | Rocky IV                      | Igen       | Igen       | Nem        |
| 1986 | Kobra                                | Cobra                         | Nem        | Igen       | Nem        |
| 1987 | Túl a csúcson                        | Over the Top                  | Nem        | Igen       | Nem        |
| 1988 | Rambo III.                           | Rambo III                     | Nem        | Igen       | Nem        |
| 1990 | Rocky V.                             | Rocky V                       | Nem        | Igen       | Nem        |
| 1993 | Cliffhanger – Függő játszma          | Cliffhanger                   | Nem        | Igen       | Nem        |
| 2001 | Felpörgetve                          | Driven                        | Nem        | Igen       | Igen       |
| 2006 | Rocky Balboa                         | Rocky Balboa                  | Igen       | Igen       | Nem        |
| 2008 | John Rambo                           | Rambo                         | Igen       | Igen       | Nem        |
| 2010 | The Expendables – A feláldozhatók    | The Expendables               | Igen       | Igen       | Nem        |
| 2012 | The Expendables – A feláldozhatók 2. | The Expendables 2             | Nem        | Igen       | Nem        |
| 2013 | Harcban élve ‡                       | Homefront                     | Nem        | Igen       | Igen       |
| 2014 | The Expendables – A feláldozhatók 3. | The Expendables 3             | Nem        | Sztori     | Nem        |
| 2015 | Creed: Apollo fia                    | Creed                         | Nem        | Nem        | Igen       |
| 2018 | Creed II.                            | Creed II                      | Nem        | Igen       | Igen       |
| 2019 | Rambo V. – Utolsó vér                | Rambo: Last Blood             | Nem        | Igen       | Nem        |
| 2022 | Szamaritánus                         | Samaritan                     | Nem        | Nem        | Vezető     |
| 2022 |                                      | MVP ‡                         | Nem        | Nem        | Vezető     |
| 2023 | Creed III. ‡                         | Creed III                     | Nem        | Nem        | Igen       |
| 2023 | Sly                                  | Sly                           | Nem        | Nem        | Vezető     |
| 2024 |                                      | Lost on a Mountain in Maine ‡ | Nem        | Nem        | Igen       |
| 2025 | A melós ‡                            | A Working Man                 | Nem        | Igen       | Igen       |

#### Színész
| Év   | Magyar cím                              | Eredeti cím                               | Szerep                          | Magyar hang            |
| ---- | --------------------------------------- | ----------------------------------------- | ------------------------------- | ---------------------- |
| 1970 |                                         | The Party at Kitty and Stud's (pornófilm) | Stud                            |                        |
| 1971 | Banánköztársaság                        | Bananas                                   | bandita a metróban              | nem szólal meg         |
| 1971 | Klute                                   | Klute                                     | táncos                          | nem szólal meg         |
| 1973 | Stallone – A lázadó                     | No Place to Hide                          | Jerry Savage                    | Láng Balázs            |
| 1974 | A Lordok Bandája                        | The Lord's of Flatbush                    | Stanley Rosiello                | Felföldi László        |
| 1975 | A második utca foglyai                  | The Prisoner of Second Avenue             | fiatal a parkban                | Welker Gábor           |
| 1975 | Capone                                  | Capone                                    | Frank Nitti                     | Mihályi Győző          |
| 1975 | Halálos futam 2000                      | Death Race 2000                           | Joe „Géppisztoly” Viterbo       | Horváth-Töreki Gergely |
| 1975 |                                         | Mandingo                                  | lincselés szemtanúja            | nem szólal meg         |
| 1975 | Kedvesem, Isten veled                   | Farewell, My Lovely                       | Jonnie                          | nem szólal meg         |
| 1976 | Flúgos futam                            | Cannonball                                | maffiózó                        |                        |
| 1976 | Rocky                                   | Rocky                                     | Rocky Balboa                    | Bubik István           |
| 1976 | Rocky                                   | Rocky                                     | Rocky Balboa                    | Kálid Artúr            |
| 1978 | Ö.K.Ö.L.                                | F.I.S.T.                                  | Johnny Kovak                    |                        |
| 1978 | Édenkert a sikátorban                   | Paradise Alley                            | Cosmo Carboni                   | Kőszegi Ákos           |
| 1979 | Rocky II.                               | Rocky II                                  | Rocky Balboa                    | Kálid Artúr            |
| 1981 | Fantom az éjszakában                    | Nighthawks                                | Deke DaSilva nyomozóőrmester    | Csernák János          |
| 1981 | Fantom az éjszakában                    | Nighthawks                                | Deke DaSilva nyomozóőrmester    | Szakácsi Sándor        |
| 1981 | Fantom az éjszakában                    | Nighthawks                                | Deke DaSilva nyomozóőrmester    | Juhász György          |
| 1981 | Menekülés a győzelembe                  | Victory                                   | Robert Hatch százados           | Mihályi Győző          |
| 1981 | Menekülés a győzelembe                  | Victory                                   | Robert Hatch százados           | Kőszegi Ákos           |
| 1982 | Rocky III.                              | Rocky III                                 | Rocky Balboa                    | Kálid Artúr            |
| 1982 | Rambo – Első vér                        | First Blood                               | John J. Rambo                   | Gáti Oszkár            |
| 1983 | Életben maradni                         | Staying Alive                             | férfi az utcán (cameo)          | nem szólal meg         |
| 1984 | Énekes izompacsirta                     | Rhinestone                                | Nick Martinelli                 | Selmeczi Roland        |
| 1985 | Rambo II.                               | Rambo: First Blood Part II                | John Rambo                      | Gáti Oszkár            |
| 1985 | Rocky IV.                               | Rocky IV                                  | Rocky Balboa                    | Gesztesi Károly        |
| 1985 | Rocky IV.                               | Rocky IV                                  | Rocky Balboa                    | Kálid Artúr            |
| 1986 | Kobra                                   | Cobra                                     | Marion „Kobra” Cobretti         | Bubik István           |
| 1986 | Kobra                                   | Cobra                                     | Marion „Kobra” Cobretti         | Gesztesi Károly        |
| 1987 | Túl a csúcson                           | Over the Top                              | Lincoln Hawk                    | Gesztesi Károly        |
| 1987 | Túl a csúcson                           | Over the Top                              | Lincoln Hawk                    | Gáti Oszkár            |
| 1988 | Rambo III.                              | Rambo III                                 | John Rambo                      | Vass Gábor             |
| 1989 | A bosszú börtönében                     | Lock Up                                   | Frank Leone                     | Gesztesi Károly        |
| 1989 | Tango és Cash                           | Tango & Cash                              | Raymond "Ray" Tango             | Gáti Oszkár            |
| 1990 | Rocky V.                                | Rocky V                                   | Rocky Balboa                    | Gáti Oszkár            |
| 1990 | Rocky V.                                | Rocky V                                   | Rocky Balboa                    | Kálid Artúr            |
| 1991 | Oscar                                   | Oscar                                     | Angelo "Franco" Provolone       | Gáti Oszkár            |
| 1992 | Állj, vagy lő a mamám!                  | Stop! Or My Mom Will Shoot                | Joe Bomowski őrmester           | Gáti Oszkár            |
| 1993 | Cliffhanger – Függő játszma             | Cliffhanger                               | Gabriel "Gabe" Walker           | Gáti Oszkár            |
| 1993 | A pusztító                              | Demolition Man                            | John Spartan őrmester           | Gáti Oszkár            |
| 1994 | A specialista                           | The Specialist                            | Ray Quick százados              | Csernák János          |
| 1995 | Dredd bíró                              | Judge Dredd                               | Joseph Dredd bíró               | Vass Gábor             |
| 1995 | Bérgyilkosok                            | Assassins                                 | Robert Rath                     | Vass Gábor             |
| 1996 | Daylight – Alagút a halálba             | Daylight                                  | Kit Latura                      | Gáti Oszkár            |
| 1997 | Cop Land                                | Cop Land                                  | Freddy Heflin seriff            | Gáti Oszkár            |
| 1997 |                                         | The Good Life (kiadatlan film)            | főnök (cameo)                   |                        |
| 1998 | Z, a hangya                             | Antz                                      | Badi (hangja)                   | Gáti Oszkár            |
| 2000 | Get Carter                              | Get Carter                                | Jack Carter                     | Gáti Oszkár            |
| 2001 | Felpörgetve                             | Driven                                    | Joe Tanto                       | Gesztesi Károly        |
| 2002 | D-Tox                                   | D-Tox                                     | Jake Malloy ügynök              | Gesztesi Károly        |
| 2002 | Késő bosszú                             | Avenging Angelo                           | Frankie Delano                  | Csankó Zoltán          |
| 2003 | Taxi 3.                                 | Taxi 3                                    | utas (cameo)                    | Gesztesi Károly        |
| 2003 | A nagy trükk                            | Shade                                     | Dean 'The Dean' Stevens         | Gáti Oszkár            |
| 2003 | Kémkölykök 3-D – Game Over              | Spy Kids 3-D: Game Over                   | Játékkészítő                    | Barbinek Péter         |
| 2006 | Rocky Balboa                            | Rocky Balboa                              | Rocky Balboa                    | Gáti Oszkár            |
| 2008 | John Rambo                              | Rambo                                     | John J. Rambo                   | Gáti Oszkár            |
| 2009 |                                         | Kambakkht Ishq                            | önmaga (cameo)                  |                        |
| 2010 | The Expendables – A feláldozhatók       | The Expendables                           | Barney Ross                     | Gáti Oszkár            |
| 2011 | A gondozoo                              | Zookeeper                                 | Joe, az oroszlán (hangja)       | Gáti Oszkár            |
| 2011 | A gondozoo                              | Zookeeper                                 | Joe, az oroszlán (hangja)       | Haás Vander Péter      |
| 2012 | The Expendables – A feláldozhatók 2.    | The Expendables 2                         | Barney Ross                     | Gáti Oszkár            |
| 2012 | Fejlövés                                | Bullet to the Head                        | James "Jimmy Bobo" Bonomo       | Gáti Oszkár            |
| 2013 | Szupercella                             | Escape Plan                               | Ray Breslin / Anthony Portos    | Gáti Oszkár            |
| 2013 | A kiütés                                | Grudge Match                              | Henry 'Penge' Sharp             | Gáti Oszkár            |
| 2014 | The Expendables – A feláldozhatók 3.    | The Expendables 3                         | Barney Ross                     | Gáti Oszkár            |
| 2014 | Érj el!                                 | Reach Me                                  | Gerald Cavallo                  | Gáti Oszkár            |
| 2015 | Creed: Apollo fia                       | Creed                                     | Rocky Balboa                    | Gesztesi Károly        |
| 2016 | Ratchet és Clank: A galaxis védelmezői  | Ratchet & Clank                           | Victor Von Ion hadnagy (hangja) | Széles Tamás           |
| 2017 | A galaxis őrzői vol. 2.                 | Guardians of the Galaxy Vol. 2            | Stakar Ogord (cameo)            | Gáti Oszkár            |
| 2017 | Állati jó kekszek                       | Animal Crackers                           | Golyóman (hangja)               | Rosta Sándor           |
| 2018 | Szupercella 2. – Hades                  | Escape Plan 2: Hades                      | Ray Breslin                     | Gáti Oszkár            |
| 2018 | Creed II.                               | Creed II                                  | Rocky Balboa                    | Gesztesi Károly        |
| 2018 | Visszafejtés                            | Backtrace                                 | Sykes nyomozó                   | Kőszegi Ákos           |
| 2019 | Szupercella 3. – Az ördögverem          | Escape Plan: The Extractors               | Ray Breslin                     | Gáti Oszkár            |
| 2019 | Rambo V. – Utolsó vér                   | Rambo: Last Blood                         | John J. Rambo                   | Gáti Oszkár            |
| 2021 | The Suicide Squad – Az öngyilkos osztag | The Suicide Squad                         | Nanaue / Cápa király (hangja)   | Gáti Oszkár            |
| 2022 | Szamaritánus                            | Samaritan                                 | Joe Smith / Szamaritánus        | Gáti Oszkár            |
| 2023 | A galaxis őrzői: 3. rész                | Guardians of the Galaxy vol 3.            | Stakar Ogord                    | Gáti Oszkár            |
| 2023 | Feláldozh4tók                           | Expend4bles                               | Barney Ross                     | Gáti Oszkár            |
| 2023 | Sly                                     | Sly                                       | önmaga                          | Benkő Péter            |
| 2023 | Sly                                     | Sly                                       | önmaga                          | Kálid Artúr (fiatalon) |
| 2024 | Páncél mögött                           | Armor                                     | Rook                            | Gáti Oszkár            |
| 2025 | Alarum                                  | Alarum                                    | Chester ügynök                  | Gáti Oszkár            |

### Televízió

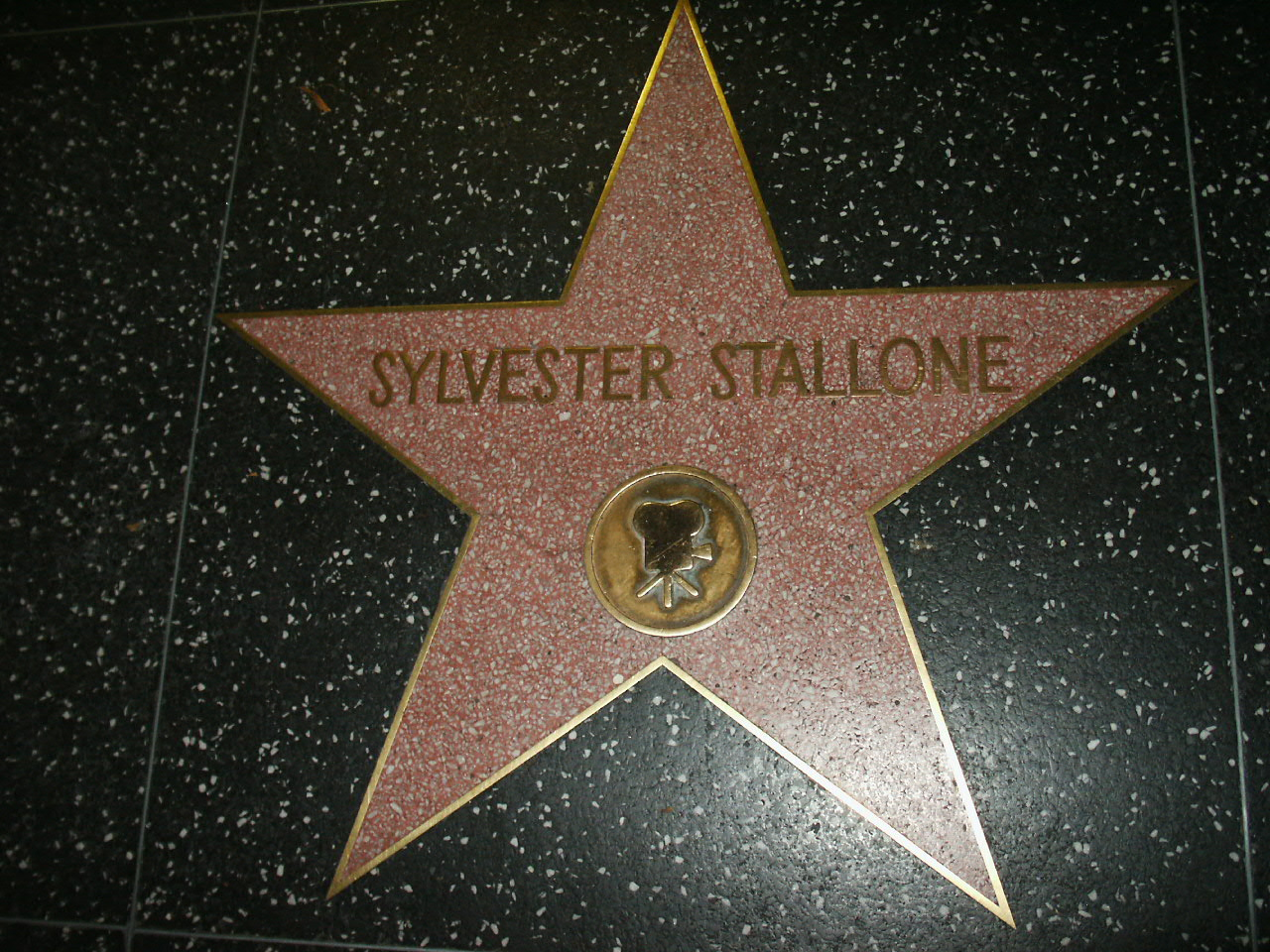
Sylvester Stallone csillaga a Hollywoodi hírességek sétányán

Stallone több alkalommal feltűnik különféle televíziós sorozatokban, általában egy-egy kisebb epizódszerep erejéig. A Boksz akadémia című reality show-ban műsorvezetőként és producerként működött közre, 2005 és 2009 között. Az alábbi táblázat ezeket a megjelenéseket mutatja be, azonban nem tér ki a színész beszélgetős műsorokban, interjúkban és egyéb kapcsolódó médiumokban való szerepléseire.
| Év        | Magyar cím    | Eredeti cím               | Szerep                     | Megjegyzések                                                   | Forr.         |
| --------- | ------------- | ------------------------- | -------------------------- | -------------------------------------------------------------- | ------------- |
| 1975      |               | Police Story              | Caddo                      | 1 epizód                                                       | [ 17 ]        |
| 1975      | Kojak         | Kojak                     | Rick Daly nyomozó          | 1 epizód                                                       | [ 18 ]        |
| 2002      |               | Liberty's Kids: Est. 1776 | Paul Revere (hangja)       | 1 epizód                                                       | [ 19 ]        |
| 2005      | Las Vegas     | Las Vegas                 | Frank, a szerelő           | 2 epizód                                                       | [ 20 ] [ 21 ] |
| 2005–2009 | Box akadémia  | The Contender             | önmaga                     | - 21 epizód - műsorvezető és vezető producer                   | [ 22 ]        |
| 2016      |               | Strong                    | nem szerepel               | vezető producer (3 epizód)                                     |               |
| 2017      |               | Ultimate Beastmaster      | nem szerepel               | vezető producer (2 epizód)                                     |               |
| 2017      | Rólunk szól   | This Is Us                | önmaga                     | 1 epizód                                                       |               |
| 2022–     | Tulsa királya | Tulsa King                | Dwight „Tábornok” Manfredi | - főszereplő és vezető producer - magyar hangja: - Gáti Oszkár |               |